# Zbigniew Zamachowski
Zbigniew Zamachowski (sinh ngày 17 tháng 7 năm 1961) là một diễn viên người Ba Lan.

## Cuộc đời và sự nghiệp
Zbigniew Zamachowski sinh ra ở Brzeziny. Ông tốt nghiệp khoa diễn xuất tại Học viện Điện ảnh Quốc gia ở Łódź. Ông bắt đầu sự nghiệp diễn xuất từ năm 1981. Zamachowski hai lần đoạt Giải thưởng Điện ảnh Ba Lan cho các vai diễn trong bộ phim Hi, Tereska (2001) của đạo diễn Robert Gliński và bộ phim Zmróż oczy (2004) của đạo diễn Andrzej Jakimowski. Năm 2013, ông thủ vai Nawiślak trong bộ phim Walesa: Man of Hope (2013) của đạo diễn Andrzej Wajda. Bộ phim này được đề cử cho giải Phim tiếng nước ngoài hay nhất tại Lễ trao giải Oscar lần thứ 86.
Từ năm 1997, Zamachowski tham gia biểu diễn tại Nhà hát Quốc gia ở Warsaw.

## Phim tiêu biểu
- Wielka majówka (1981)
- Matka Królów (1983)
- Ucieczka (1986)
- Pierscien i róza (1987)
- Prywatne sledztwo (1987)
- Possédés, Les (1988)
- Zabij mnie, glino (1989)
- Sztuka kochania (1989)
- Dekalog, dziesiec (1989)
- Korczak (1990)
- Ucieczka z kina 'Wolnosc' (1991
- Seszele (1991)
- Ferdydurke (1991)
- Tak, tak (1992)
- Sauna (1992) (TV)
- Straszny sen dzidziusia Górkiewicza (1993)
- Trois couleurs: Blanc (1993)
- Zawrócony (1994) (TV)
- Clandestin, Le (1994) (TV)
- Pulkownik Kwiatkowski (1995)
- Pestka a.k.a. The Pip (1996)
- Slawa i chwala (1997) (TV)
- Darmozjad polski (1997)
- Odwiedz mnie we snie (1997)
- Szczesliwego Nowego Jorku (1997)
- Pulapka (1997)
- Demony wojny wedlug Goi (1998)
- Kochaj i rób co chcesz (1998)
- 23 (1998)
- Ogniem i mieczem (1999)
- Pierwszy milion (2000)
- Prymas - trzy lata z tysiaca (2000)
- Når nettene blir lange (2000)
- Proof of Life (2000)
- Weiser (2001)
- Lightmaker (2001)
- Sto minut wakacji (2001) (TV)
- Czesc Tereska (2001)
- Stacja (2001)
- Wiedzmin (2001)
- The Pianist (2002)
- Zmruz oczy (2002)
- Distant Lights (2003)
- La Petite prairie aux bouleaux (2003)
- Cialo (2003)
- Żurek [pl] (2003)
- Zróbmy sobie wnuka (2003)
- Wrózby kumaka (2005)
- Skazany na bluesa (2005)
- Diabel (2005)
- Czas Surferów (2005)
- Hope (2007)
- Aftermath (2012)
- Walesa. Man of Hope (2013)
- Run Boy Run (2013)
- Jack Strong (film) (2014)
- True Crimes (2016) vai Lukasz
- Alzur's Legacy (2020) vai Jaskier Dandelion[5]
- Sweat (2020) vai Fryderyk
- Sexify (2021) vai Krzysztof Maślak